# Virginia Vezzi
Virginia Vezzi, também chamada Virginia da Vezzo, (Velletri, 1600 - Paris, 1638) é uma pintora italiana do século XVII. Ela também foi esposa do pintor francês Simon Vouet (1590-1649). Uma pintura intitulada Judith é-lhe atribuída com certeza, outras obras ainda apresentam problemas de atribuição.

## Biografia

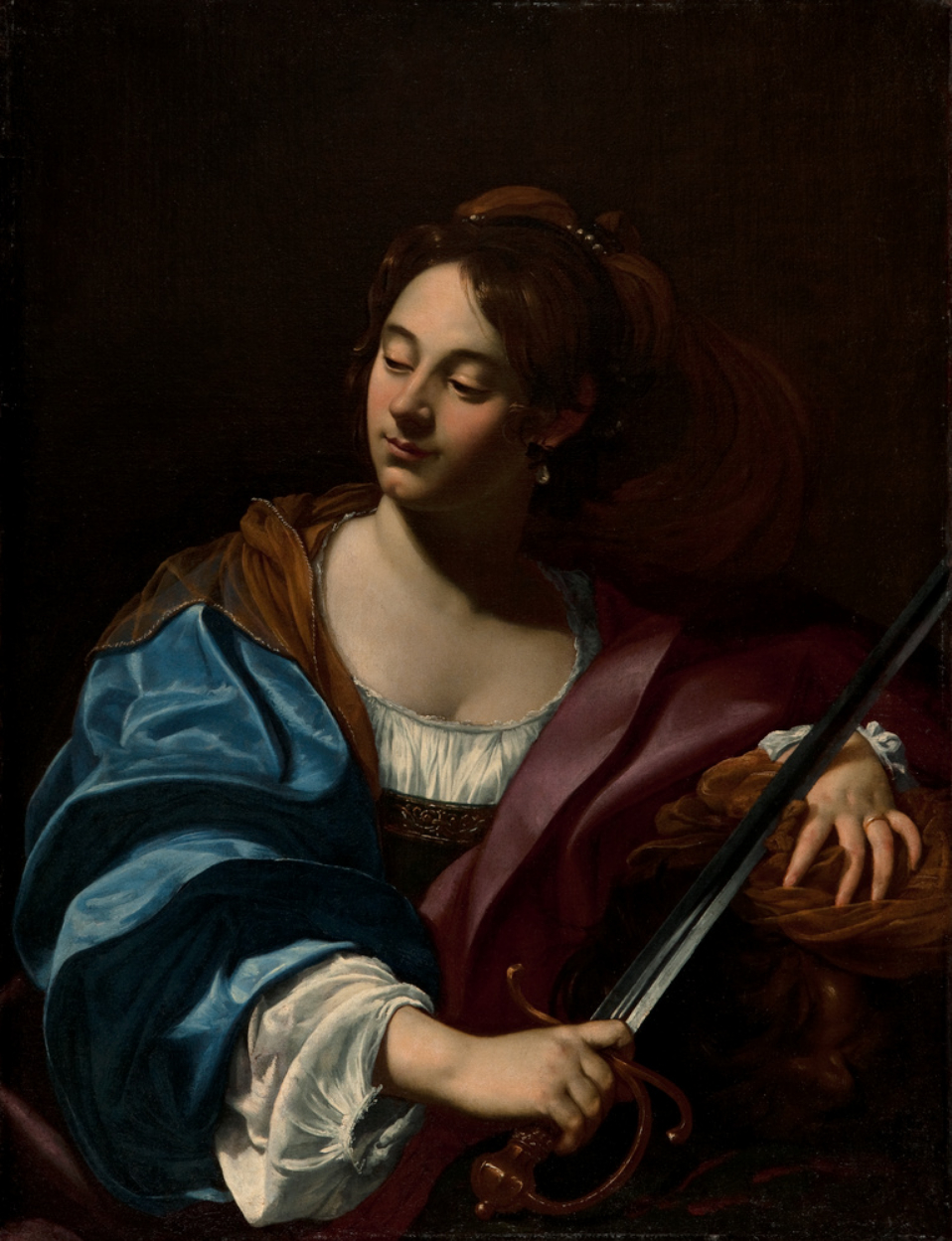
Judite, 1624-26

Virginia Vezzi cresceu em Velletri, cercada pelo pai, Pompeo Vezzi, que também era pintor. Talvez ele a tenha empurrado para o mundo da arte, guiando-a para a pintura e ensinando-a.
A família mudou-se para Roma na década de 1610. Pompeo Vezzi integrou-se bem no contexto artístico romano, conviveu com pintores contemporâneos, incluindo Simon Vouet, e participou em reuniões que tiveram lugar na casa deste último, na década de 1624. Virginia Vezzi e Simon Vouet podem ter se conhecido por isso; casaram-se em abril de 1626. Nesse mesmo ano, o artista Claude Mellan gravou um retrato de Virginia Vezzi, talvez por ocasião deste casamento, ou talvez para marcar a sua entrada na Academia de São Lucas em Roma, uma corporação de pintores da qual Simon Vouet é precisamente o principal. Esta distinção é prestigiosa para um artista, e ainda mais rara para uma mulher, uma vez que apenas quinze delas durante o século XVII a ingressaram. O seu nome fica assim anotado no registo, sem menção da data de admissão, que deve ser nos anos 1620.